# Gentiana cephalantha
Gentiana cephalantha är en gentianaväxtart som beskrevs av Adrien René Franchet och William Botting Hemsley. Gentiana cephalantha ingår i släktet gentianor, och familjen gentianaväxter. Utöver nominatformen finns också underarten G. c. vaniotii.